# Supraledare

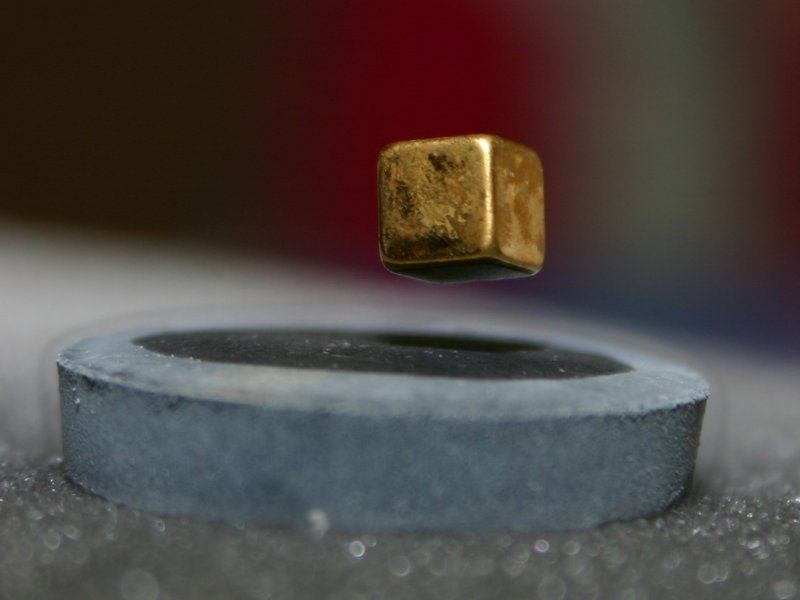
En magnet som svävar över en supraledare och därigenom påvisar Meissnereffekten.

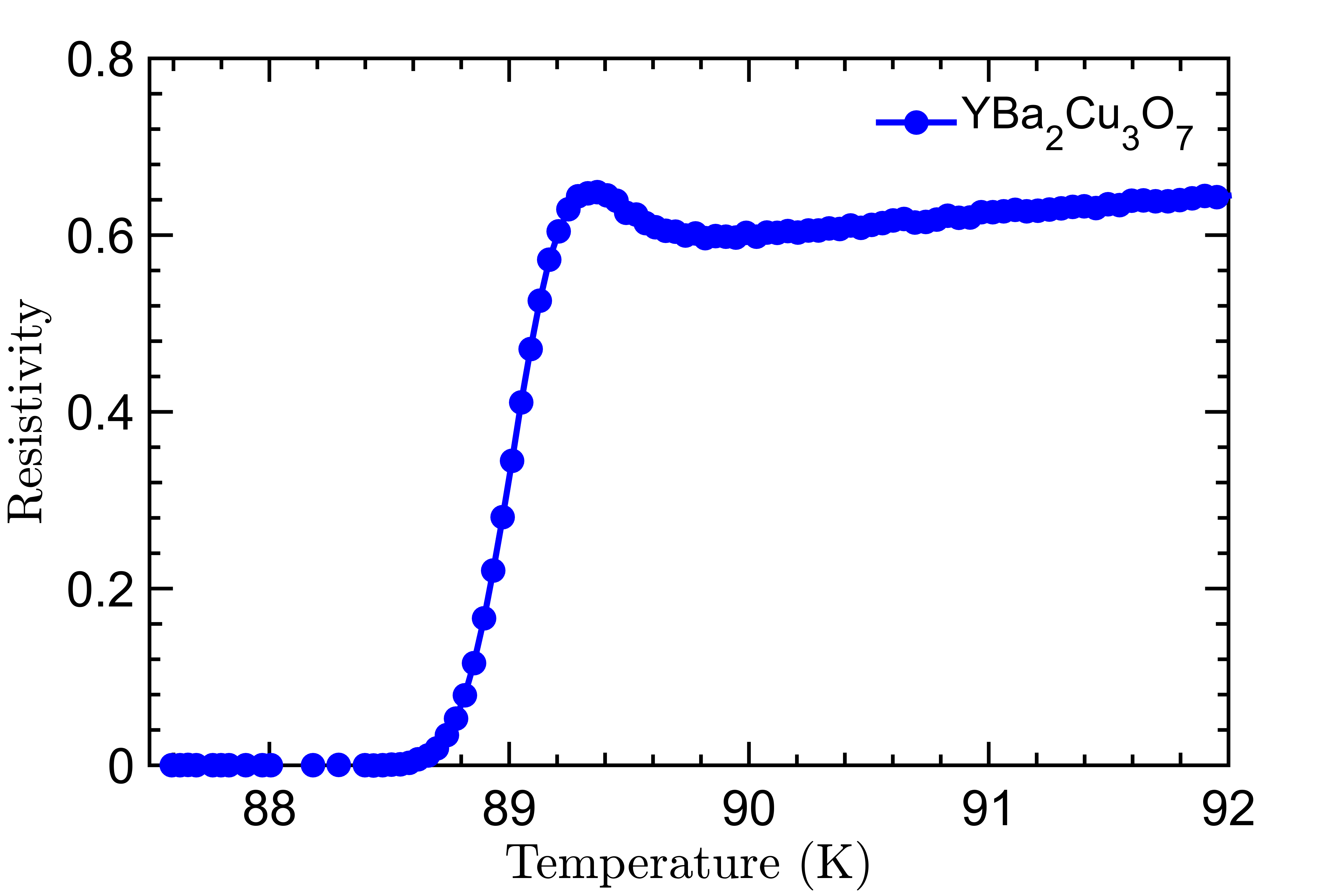
Experimentellt uppmätt elektrisk resistivitet (i godtycklig enhet) som funktion av temperatur i supraledaren YBa_{2}Cu_{3}O_{7}.

Supraledning är ett fenomen i fasta tillståndets fysik som uppträder under en viss kritisk temperatur (ofta betecknad Tc) i vissa material. Ett supraledande material karakteriseras av sin oändligt stora elektriska ledningsförmåga och av att det inte kan innehålla något magnetiskt fält i innandömet (Meissnereffekten). Fenomenet förklaras teoretiskt av att elektronerna vid tillräckligt låga temperaturer parar ihop sig till Cooper-par.
Supraledning upptäcktes år 1911 av Heike Kamerlingh Onnes. Vid mätningar av ledningsförmågan av olika metaller vid låga temperaturer upptäckte han att kvicksilver blev supraledande vid en temperatur på 4,2 K (kelvin). Det finns många fler metaller som blir supraledande vid tillräckligt låg temperatur. Bland grundämnena har bly med 7,2 K ett av de högsta värden av kritisk temperatur. 
År 1957 publicerade Bardeen, Cooper och Schrieffer en teori (BCS-teorin) som förklarar hur Cooperpar uppstår genom koppling till gitterrörelser och hur detta ger upphov till supraledning.
Ett stort genombrott för supraledande material kom 1986 då Bednorz och Alex Müller syntetiserade ett kopparoxidbaserat keramiskt ämne, (La,Ba)2CuO4, som blev supraledande under Tc = 35 K (–238 °C), en då rekordhög kritisk temperatur. Ett liknande ämne med formeln YBa2Cu3O7 hittades redan året efter. Detta blir supraledande vid 92 K, vilket gör att det kan hållas kylt med flytande kväve (kokpunkt 77 K) som är förhållandevis hanterbart och billigt.
Upptäckten av dessa högtemperatursupraledare belönades redan 1987 med Nobelpriset i fysik. Den kopparoxid-baserade typen av supraledare har idag ingen tillfredsställande teori, då de blir supraledande vid betydligt mycket högre temperaturer än vad man kan förklara med gittervibrationer enligt BCS-teorin – i fallet HgBa2Ca2Cu3O8 vid så höga temperaturer som 130 K (–143 °C) vid atmosfärstryck, vilket stiger till 164 K under högt tryck.

## Tillämpningar
Supraledare har stora tekniska tillämpningar:
- Supraledning används främst i supraledande elektromagneter. När man väl har satt igång en ström genom en supraledande krets, varar den utan extern strömkälla så länge kretsen förblir supraledande. Supraledande magneter kan alstra magnetfält på 6 tesla och högre. Så starka magnetfält används till exempel i magnetresonanstomografi, för forskning med starka magnetfält och i partikelacceleratorer som Large Hadron Collider på CERN.
- SQUID (Superconducting Quantum Interference Device) för att mäta små magnetfält, baserade på josephsoneffekt i supraledare.
- Processorer: IBM har gjort mycket forskning på mikroprocessor som använder josephsoneffekt. De används för mycket snabba processorer som har kapaciteten petaflops (1015 beräkningar per sekund). Dagens processorer inom industrin har kapaciteten teraflops (1012 beräkningar per sekund), medan hemdatorer har gigaflops (109) (år 2003).
- Generatorer – genom att byta ut kopparledare mot supraledare, kan effektiviteten i spolarna bli 99 procent (det vill säga nästan all mekanisk energi omvandlas till elektricitet).
- Kraftledningar – på grund av ledarnas nollresistans blir det inga kostsamma energiförluster. I Danmark har man en 200 meters supraledande kabel på försök för att distribuera elektricitet. Eftersom mycket energi går åt till nedkylningen av kabeln är tekniken ännu oekonomisk.
- Antenner kan fysiskt förkortas utan att det ger upphov till förluster.